# Arthonia lecanorina
Arthonia lecanorina är en lavart som först beskrevs av Sigfrid Oskar Immanuel Almquist, och fick sitt nu gällande namn av R. Sant. Arthonia lecanorina ingår i släktet Arthonia och familjen Arthoniaceae.  Arten är reproducerande i Sverige. Inga underarter finns listade i Catalogue of Life.